# NGC 6101
Az NGC 6101  (más néven Caldwell 107) egy gömbhalmaz az Apus (Paradicsommadár) csillagképben.

## Felfedezése
James Dunlop fedezte fel 1826. június 1-jén és kategorizálta Dunlop 68 néven.